# Лаки Лучано
Чарли Лаки Лучано (енгл. Charlie "Lucky" Luciano), рођен као Салваторе Луканија, 24. новембра 1897, а умро 26. јануара 1962. године, био је италијански гангстер. Сматрају га оцем организованог криминала у Сједињеним Државама, и одговорним за поделу Њујорка на пет мафијашких породица. Био је такође први шеф породице Лучано, данас позната као Ђеновезе.